# Clóvis Frainer
Dom Frei Clóvis Frainer, OFMCap (Veranópolis, 23 de março de 1931 - Caxias do Sul, 4 de abril de 2017) foi um bispo católico brasileiro e Arcebispo Emérito da Arquidiocese de Juiz de Fora.

## Biografia
Cumpriu seus estudos nos Seminários Capuchinhos de Veranópolis e Vila Ipê, ingressando depois no Noviciado em Flores da Cunha, onde emitiu seus primeiros votos religiosos aos 6 de janeiro de 1949. Cursou filosofia em Marau e teologia em Garibaldi e Porto Alegre. Foi ordenado sacerdote no dia 27 de março de 1955 na Paróquia Santo Antônio do Partenon, em Porto Alegre pelo Cardeal Dom Vicente Scherer. Seus superiores o enviaram para Roma, onde se licenciou em Teologia Dogmática pela Pontifícia Universidade Gregoriana e em Ciências Bíblicas pelo Pontifício Instituto Bíblico.
Em 1976 obteve os títulos de Doutor em Teologia Bíblica pela Pontifícia Universidade Católica do Rio Grande do Sul. Em 1970, exerceu a função de Coordenador de Pastoral da Diocese de Santa Catarina. Em 1977, foi para o Mato Grosso do Sul, onde trabalhou na paróquia de Fátima, exercendo as funções de Coordenador de Pastoral e Professor de Escritura no Instituto Regional de Teologia.
No dia 3 de janeiro de 1978, o Papa Paulo VI, o elegeu para o episcopado. Seus primeiros anos de ministério episcopal foram exercidos no Mato Grosso do Sul, sendo o primeiro bispo da recém-criada Prelazia de Coxim, no Mato Grosso do Sul.
Aos 5 de janeiro de 1985 o Papa João Paulo II o elevou a dignidade de arcebispo, sendo transferido para Manaus, assumindo a Arquidiocese por 6 anos. Em maio de 1991, nova transferência, dessa vez para assumir a Arquidiocese de Juiz de Fora, onde tomou posse em 15 de agosto de 1991. Na arquidiocese mineira criou pelo Mutirão Evangelizador, em preparação para o Ano Jubilar de 2000. Visitou toda a Arquidiocese, animando para as Assembleias Arquidiocesanas e para o Mutirão Evangelizador do ano jubilar.
No dia 28 de novembro de 2001 o Papa João Paulo II aceitou o seu pedido de renuncia, por ter alcançado o limite de idade.
Morreu aos 86 anos em Caxias do Sul, Rio Grande do Sul, vítima de complicações pulmonares e falência de outros órgãos.

## Livros
Dom Clóvis escreveu os seguintes livros:
1. A História de Deus em nossa história.
2. Curso de Liderança Cristã.
3. Conhecendo o Novo Testamento.
4. Conhecendo o Antigo Testamento.
5. Chamou para ficar com Ele.
6. Bíblia - História da Salvação.
7. Perspectiva Franciscana dos votos religiosos.
8. Pergunte. A Bíblia responde.